# Distrito electoral de Butterfly (condado de Stanton, Nebraska)
Butterfly (en inglés: Butterfly Precinct) es un distrito electoral ubicado en el condado de Stanton en el estado estadounidense de Nebraska. En el Censo de 2010 tenía una población de 128 habitantes y una densidad poblacional de 1,38 personas por km².

## Geografía
Butterfly se encuentra ubicado en las coordenadas 41°52′39″N 97°12′4″O / 41.87750, -97.20111. Según la Oficina del Censo de los Estados Unidos, Butterfly tiene una superficie total de 92.77 km², de la cual 92.62 km² corresponden a tierra firme y (0.16%) 0.15 km² es agua.

## Demografía
Según el censo de 2010, había 128 personas residiendo en Butterfly. La densidad de población era de 1,38 hab./km². De los 128 habitantes, Butterfly estaba compuesto por el 98.44% blancos y el 1.56% eran amerindios.